# Ślepota rzeczna
Ślepota rzeczna (onchocerkoza, ang. onchocerciasis, river blindness) – występująca w Afryce choroba, odmiana filariozy. Onchocerkoza to choroba wywoływana przez zakażenie robakiem pasożytniczym Onchocerca volvulus. Objawy obejmują ostry świąd, guzy podskórne i utratę wzroku. To najczęstsza zakaźna przyczyna ślepoty zaraz po jaglicy.

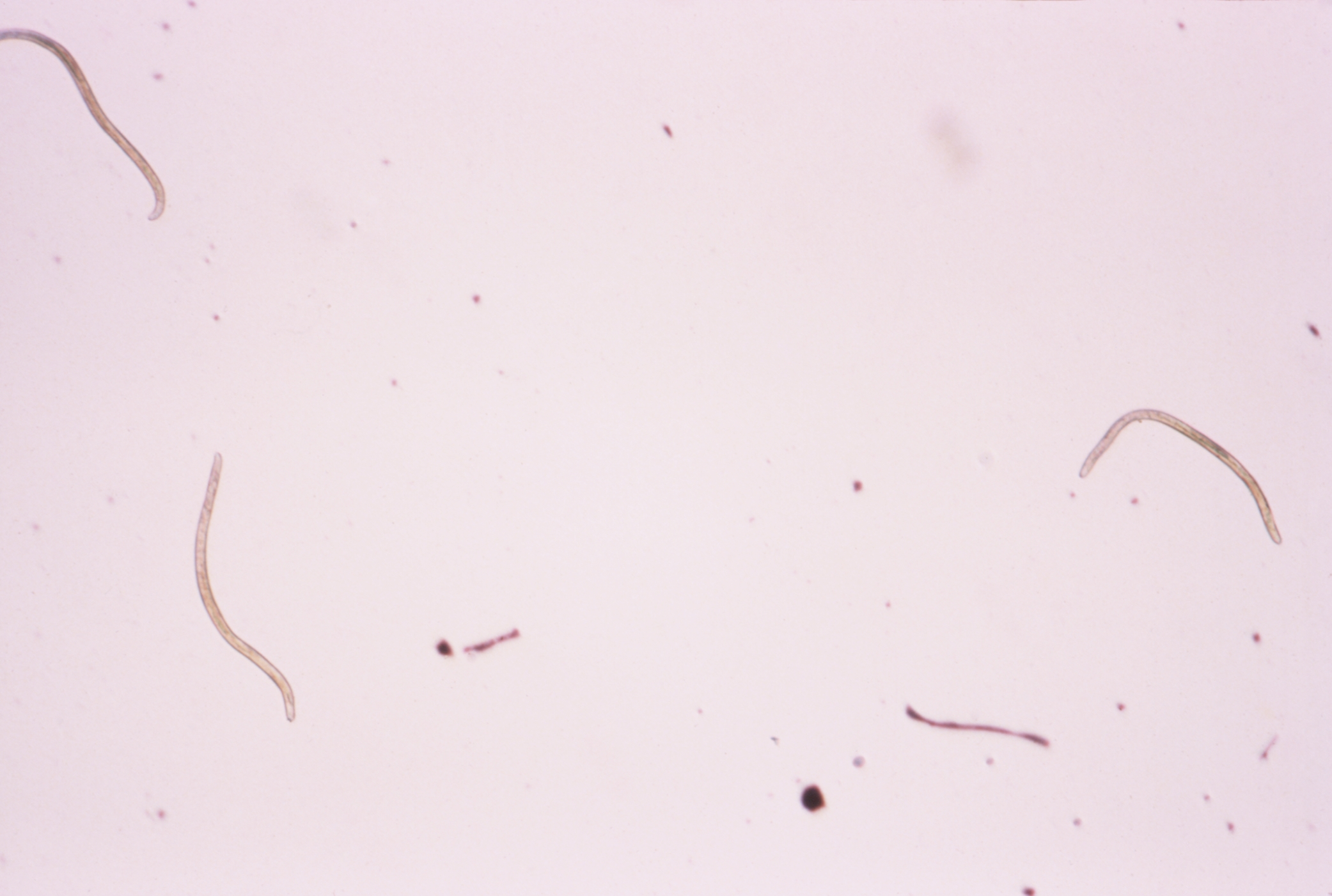
Dorosłe osobniki filarii wywołujących onchocerkozę.

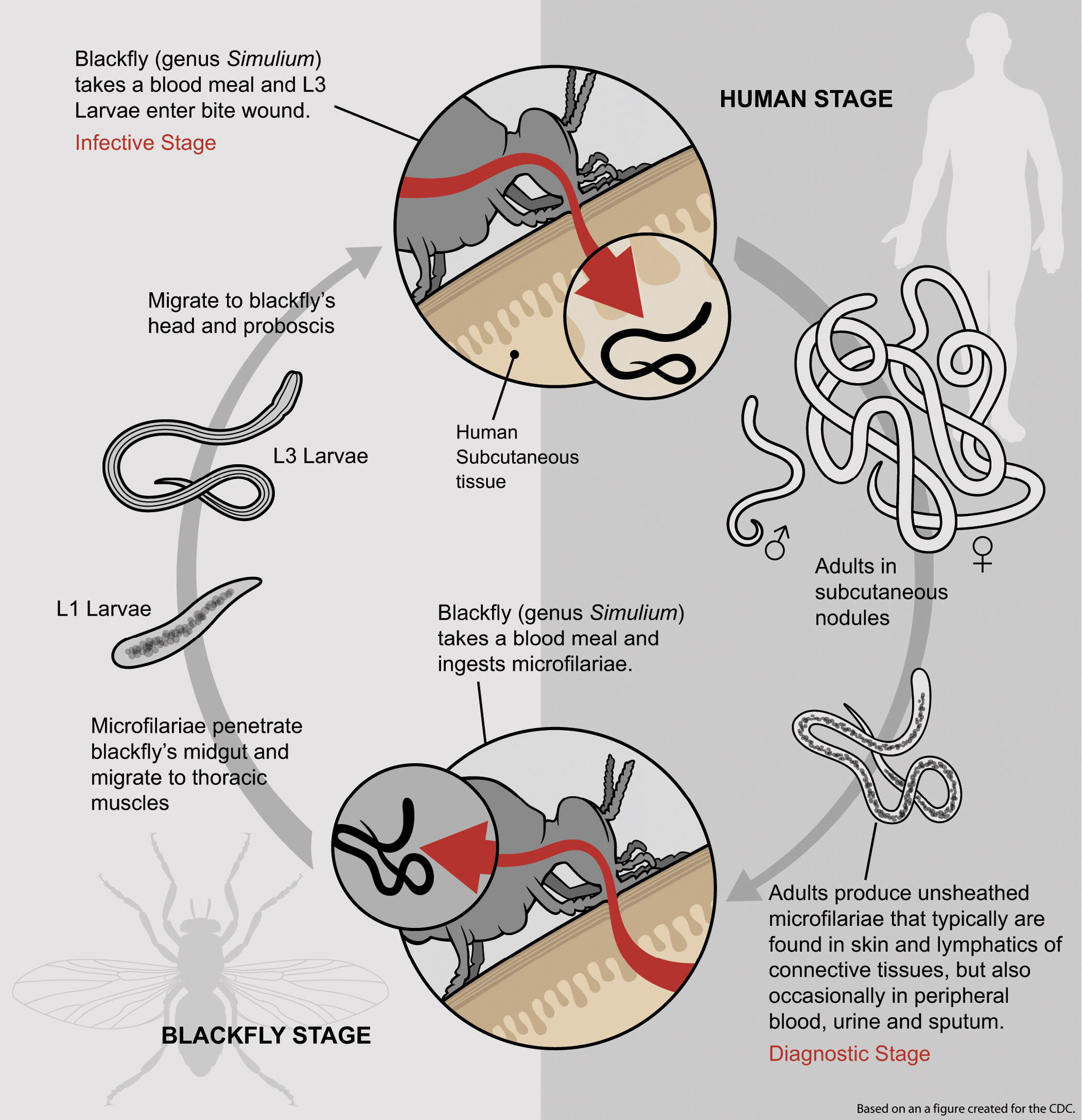
Cykl życiowy filarii.

## Etiologia i diagnoza
Robak pasożytniczy rozprzestrzenia się w wyniku ukąszenia meszek z gatunku Simulium. Zazwyczaj do wystąpienia zakażenia konieczne jest kilka ukąszeń. Owady te zamieszkują obszary przyrzeczne, od czego choroba bierze swoją nazwę. Po zakażeniu robakiem w organizmie człowieka rozwijają się larwy, które następnie przemieszczają się do skóry. Dzięki temu mogą zainfekować kolejną meszkę, która ugryzie chorego. Istnieje wiele sposobów diagnozowania choroby: umieszczenie biopsji skóry w roztworze fizjologicznym i obserwowanie pojawienia się larw; poszukiwanie larw gołym okiem; szukanie dorosłych robaków w podskórnych guzkach.

## Zapobieganie i leczenie
Lekiem z wyboru w leczeniu onchocerkozy jest iwermektyna w jednorazowej dawce 150 μg/kg masy ciała p.o.; leczenie należy powtarzać co 6–12 miesięcy. Poraża on pasożyty przez otwarcie kanałów chlorkowych. Zabija głównie mikrofilarie, ale wykazuje ograniczone działanie wobec dorosłych postaci robaków (aczkolwiek może zapobiegać uwalnianiu mikrofilarii przez samice nicieni). Inną metodą jest operacyjne usunięcie dorosłych robaków (nodulektomia).
Szczepionka przeciwko chorobie nie istnieje. Zapobieganie zachorowaniu sprowadza się do unikania ukąszeń meszek. Może to obejmować korzystanie z repelentów i noszenie odpowiednich ubrań. Inne działania mające na celu ograniczenie rozprzestrzeniania się choroby polegają na zmniejszaniu populacji meszek przez opryski za pomocą insektycydów. Wysiłki mające prowadzić do eradykacji choroby opierają się na leczeniu całych grup ludzi wdrażanym w niektórych regionach świata regularnie dwa razy do roku. Do leczenia osób zakażonych używa się iwermektyny podawanej w odstępach od sześciu do dwunastu miesięcy. Takie leczenie zabija larwy, ale nie dorosłe robaki. Doksycyklina, lek zabijający bakterie Wolbachia zamieszkujące pasożyta, zdaje się osłabiać robaki i również bywa zalecany w leczeniu. Stosuje się również chirurgiczne usuwanie podskórnych guzów.

## Epidemiologia i historia
Liczbę osób zakażonych ślepotą rzeczną szacuje się na 17–25 milionów, spośród których około 0,8 miliona przynajmniej w pewnym stopniu utraciło wzrok. Do większości zakażeń dochodzi w Afryce subsaharyjskiej, choć przypadki zachorowań odnotowano również w Jemenie oraz odizolowanych regionach Ameryki Środkowej i Południowej. W 1915 r. lekarz Rodolfo Robles po raz pierwszy powiązał robaka z chorobą oczu. Światowa Organizacja Zdrowia kwalifikuje ją jako zaniedbaną chorobę tropikalną.